# Demi-couronne
La demi-couronne est une pièce de monnaie britannique antérieure à la décimalisation du système monétaire de 1971. Utilisée au Royaume-Uni et dans ses dépendances, elle valait la moitié d'une couronne, soit deux shillings et six pence, c'est-à-dire 1/8 de livre sterling.

## Histoire

### Généralités
La demi-couronne a été introduite pour la première fois en 1549, durant le règne du roi Édouard VI. La circulation de ces pièces connut deux interruptions : durant le règne de Marie Ire et celui d'Édouard VIII ; durant l'interrègne de 1649–1660, une demi-couronne républicaine fut instituée, portant les armes du Commonwealth, malgré l'évocation royaliste du nom. Quand Oliver Cromwell s'est déclaré « Seigneur protecteur d'Angleterre » (Lord Protector of England), Les demi-couronnes furent gravées avec son portrait semi-royal. La valeur de la pièce n'y est gravée que depuis 1893, sur le revers.
La demi-couronne fut démonétisée le 1er janvier 1970 (avant les autres pièces pré-décimales), l'année précédent le passage au système monétaire décimal (Decimal Day). Il n’existe aucune pièce décimale de même valeur (12,5 p).

### Histoire au fil des règnes
- Henri VIII : la première demi-couronne, frappée en or en 1526.
- Édouard VI : mise en circulation de la première demi-couronne en argent en 1551. La pièce montrait le roi à cheval.
- Marie Ire : la demi-couronne fut frappée pour le mariage de la reine au roi Philippe II d'Espagne en 1554 mais n'a jamais été mise en circulation. Trois spécimens sont connus aujourd'hui (photos de ces pièces).
- Élisabeth Ire : les demi-couronnes en or réapparurent, mais l'argent fut sélectionné vers la fin du règne.
- Jacques VI et Ier : des pièces en or et en argent furent frappées.
- Charles Ier : toutes les pièces étaient frappées en argent, dont les pièces de nécessité datant de la guerre civile.Cette demi-couronne datant de Charles Ier fut frappée à partir d'une plaque d'argent martelée, pendant l'un des sièges de Newark-on-Trent (Nottinghamshire), pendant la guerre civile.

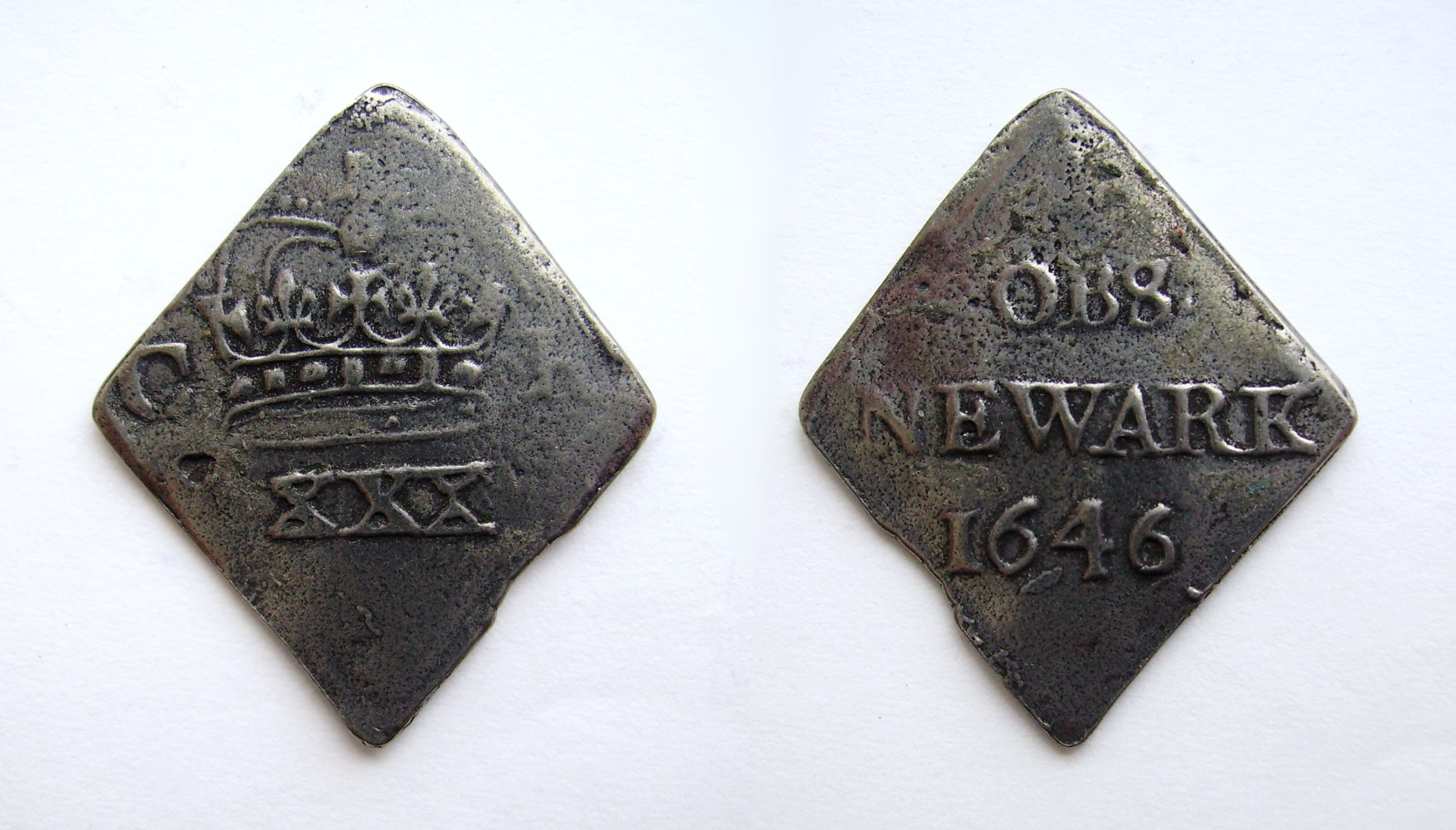
Cette demi-couronne datant de Charles Ier fut frappée à partir d'une plaque d'argent martelée, pendant l'un des sièges de Newark-on-Trent (Nottinghamshire), pendant la guerre civile.

- Commonwealth d'Angleterre : des pièces d'Oliver Cromwell furent mises en circulation (voir image). En 1656 et en 1658, des demi-couronnes striées ont été mises en circulation à l'effigie d'Oliver Cromwell.
- Charles II 1663–1685 : mise en circulation de demi-couronnes en argent. Ce règne vit également la fin des demi-couronnes martelées.
- De Jacques II à Édouard VII (Guillaume III, Marie II, Anne, George Ier à IV, Guillaume IV et Victoria), soit de 1685 à 1910 : Les demi-couronnes sont en argent.

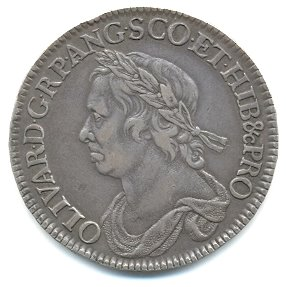
Une demi-couronne d'Oliver Cromwell datée de 1658
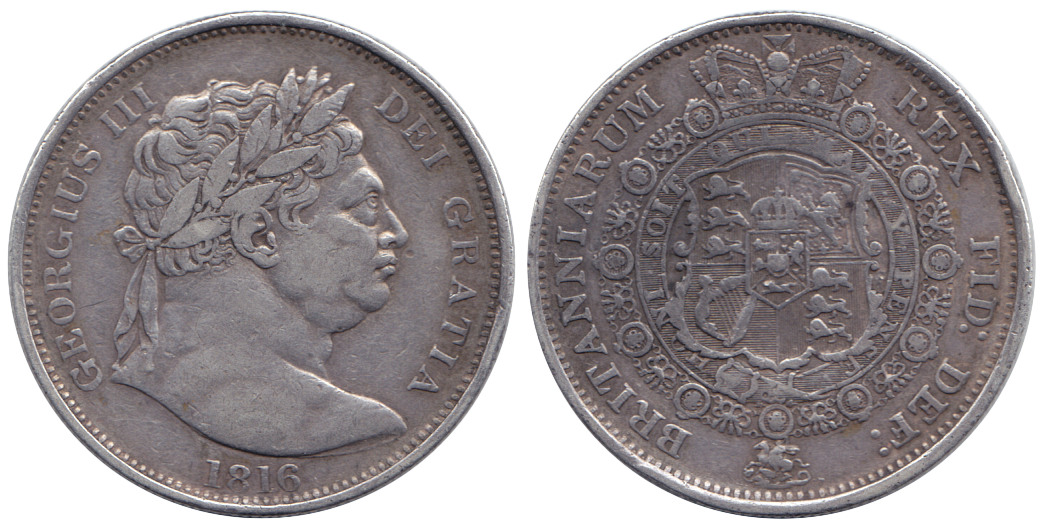
Une demi-couronne de George IV datée de 1816
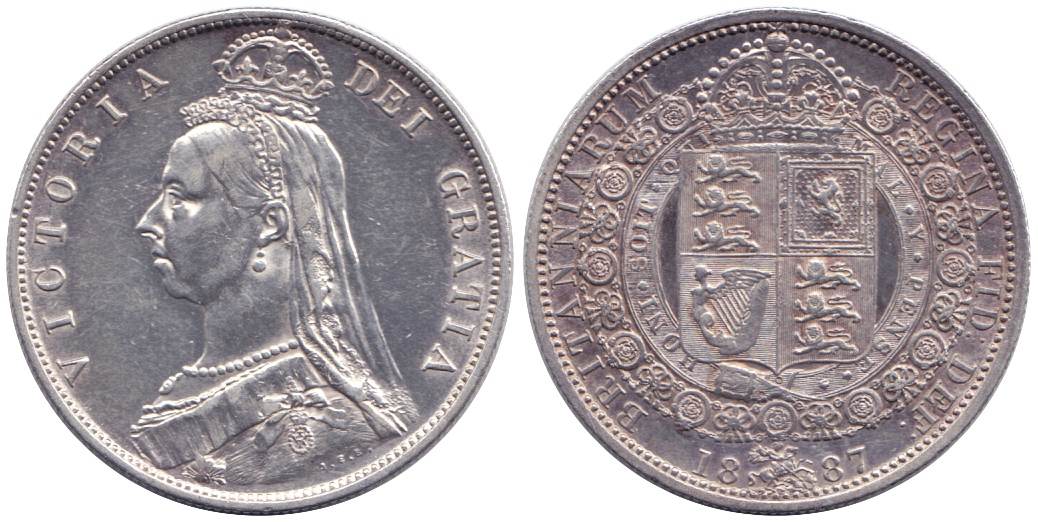
Demi-couronne de la reine Victoria 1887

- George V 1910–1936 : pièces en argent sterling (92,5 % Ag) jusqu'en 1919, à partir de là, un alliage de 50 % Ag est utilisé.
- Édouard VIII 1936 : 50 % argent. Non émises pour la circulation.
- George VI 1937–1952 : des demi-couronnes en alliage de 50 % d'argent ont été émises jusqu'en 1946, à partir de quand les pièces ont commencé à être frappées en cupronickel.
- Élisabeth II 1952–1970 : L'émission continue est stoppée en 1967 (voir le tableau plus bas) mais une dernière série de collection fut frappée en 1970.

## Inscriptions
Sur l'avers, autour de l'effigie du monarque est gravée l'inscription suivante : « [Nom latin du monarque]•DEI•GRA•BRITT•OMN•REX » abrégée de « Dei Gratia Britanniarum Omnium Rex » ([Nom du monarque] roi/reine de toutes les Bretagnes par la grâce de Dieu).
Remarque : Lorsque le souverain est une reine, le mot « REX » (roi) est remplacé par « REGINA » (reine).

## Dimension et masse
À partir de 1816 (durant le règne de George III), toutes les demi-couronnes ont un diamètre de 32 mm et une masse de 14,14 g. Ces dimensions resteront identiques jusqu'à la décimalisation.

## Monnayage
Les nombres de frappes ci-dessous sont tirés de l'édition annuelle anglaise de COIN YEARBOOK.
| Monarque           | Année      | Nombre de frappes | Dont Belle-Épreuve | Année      | Nombre de frappes | Dont Belle-Épreuve |
| ------------------ | ---------- | ----------------- | ------------------ | ---------- | ----------------- | ------------------ |
| Reine Victoria     | 1887       | 1 438 046         | 1 084              | 1888       | 1 428 787         | 0                  |
| Reine Victoria     | 1889       | 4 811 954         | 0                  | 1890       | 3 228 111         | 0                  |
| Reine Victoria     | 1891       | 2 284 632         | 0                  | 1892       | 1 710 946         | 0                  |
| Reine Victoria     | 1893       | 1 792 600         | 1 312              | 1894       | 1 524 960         | 0                  |
| Reine Victoria     | 1895       | 1 772 662         | 0                  | 1896       | 2 148 505         | 0                  |
| Reine Victoria     | 1897       | 1 678 643         | 0                  | 1898       | 1 870 055         | 0                  |
| Reine Victoria     | 1899       | 2 865 872         | 0                  | 1900       | 4 479 128         |                    |
| Reine Victoria     | 1901       | 1 516 570         | 0                  |            |                   |                    |
| Roi Édouard VII    |            |                   |                    |            |                   |                    |
| 1902               | 1,316,008  | 15,123            | 1903               | 274 840    | 0                 |                    |
| 1904               | 709 652    | 0                 | 1905               | 166 008    | 0                 |                    |
| 1906               | 2 886 206  | 0                 | 1907               | 3 693 930  | 0                 |                    |
| 1908               | 1 785 889  | 0                 | 1909               | 3 051 592  | 0                 |                    |
| 1910               | 2 557 685  | 0                 |                    |            |                   |                    |
| Roi George V       |            |                   |                    |            |                   |                    |
| 1911               | 2 914 573  | 6 007             | 1912               | 4 700 789  | 0                 |                    |
| 1913               | 4 090 169  | 0                 | 1914               | 18 333 003 | 0                 |                    |
| 1915               | 32 433 066 | 0                 | 1916               | 29 530 020 | 0                 |                    |
| 1917               | 11 172 052 | 0                 | 1918               | 29 079 592 | 0                 |                    |
| 1919               | 10 266 737 | 0                 | 1920               | 17 982 077 | 0                 |                    |
| 1921               | 23 677 889 | 0                 | 1922               | 16 396 724 | 0                 |                    |
| 1923               | 26 308 526 | 0                 | 1924               | 5 866 294  | 0                 |                    |
| 1925               | 1 413 461  | 0                 | 1926               | 4 473 516  | 0                 |                    |
| 1927               | 6 837 872  | 15 000            | 1928               | 18 762 727 | 0                 |                    |
| 1929               | 17 632 636 | 0                 | 1930               | 809 051    | 0                 |                    |
| 1931               | 11 264 468 | 0                 | 1932               | 4 793 643  | 0                 |                    |
| 1933               | 10 311 494 | 0                 | 1934               | 2 422 399  | 0                 |                    |
| 1935               | 7 022 216  | 0                 | 1936               | 7 039 423  | 0                 |                    |
| Roi George VI      |            |                   |                    |            |                   |                    |
| 1937               | 9 106 440  | 26 402            | 1938               | 6 426 478  | 0                 |                    |
| 1939               | 15 478 635 | 0                 | 1940               | 17 948 439 | 0                 |                    |
| 1941               | 15 773 984 | 0                 | 1942               | 31 220 090 | 0                 |                    |
| 1943               | 15 462 875 | 0                 | 1944               | 15 255 165 | 0                 |                    |
| 1946               | 22 724 873 | 0                 | 1947               | 21 911 484 | 0                 |                    |
| 1948               | 71 164 703 | 0                 | 1949               | 28 272 512 | 0                 |                    |
| 1950               | 28 335 500 | 17 513            | 1951               | 9 003 520  |                   |                    |
| 1952               | 1          |                   |                    |            |                   |                    |
| Reine Élisabeth II |            |                   |                    |            |                   |                    |
| 1953               | 4 333 214  | 40 000            | 1954               | 11 614 953 | 0                 |                    |
| 1955               | 23 628 726 | 0                 | 1956               | 33 934 909 | 0                 |                    |
| 1957               | 34 200 563 | 0                 | 1958               | 15 745 668 | 0                 |                    |
| 1959               | 9 028 844  | 0                 | 1960               | 19 929 191 | 0                 |                    |
| 1961               | 25 887 897 | 0                 | 1962               | 24 013 312 | 0                 |                    |
| 1963               | 17 625 200 | 0                 | 1964               | 5 973 600  | 0                 |                    |
| 1965               | 9 778 440  | 0                 | 1966               | 13 375 200 | 0                 |                    |
| 1967               | 33 058 400 | 0                 | 1970               | 750 000    | 750 000           |                    |